# 鞍型場
鞍型場（英語：Saddle field），又稱「鞍形氣壓場」，指的是低壓系統位於二個高壓系統之間的地區所發生的現象，由於氣壓二側較高而中間凹入處較四周低，以鞍形作為比喻，故以此為名。

## 效應
當熱帶氣旋位於鞍型場中時，因缺乏明顯的導引力量，熱帶氣旋動態會變得緩慢而不定。通常鞍型場的氣壓梯度較小且風場微弱，而熱帶氣旋的路徑出現在鞍型場的鞍點時，可能會出現停滞、移動緩慢、突然轉向等異常路徑。由於二個高壓系統皆有導引熱帶氣旋運動的可能性，這使得熱帶氣旋未來行進方向變化多端，因此預測難度較大。如果能準確掌握鞍型場所在的槽線位置，就可以知道熱帶氣旋在通過鞍型場時，可能會在那個位置往那個方向偏轉。鞍形場最常見例子是副熱帶高壓出現弱點時，弱點凹入成鞍形場，凹處有氣流輻合及正渦度環流，形成低壓系統。而弱熱帶擾動在此場則得到適當渦度而可能得以加強。

## 釋義
1. ↑  「氣壓梯度」是指在一水平距離中的气压變化程度。在地面天氣圖上，等壓線間的疏密正好反映著氣壓梯度的大小：當等壓線疏時，表示該區氣壓梯小，等壓線密集，則氣壓梯大。氣壓梯度力並不是真正意義上的「力」，這其實是由於水平氣壓差而產生的空氣加速度（即單位質量所受的力），推動空氣從高壓流向低壓而產生風。風力和氣壓梯度的大小成正比：氣壓梯度越大，空氣從高壓流向低壓的速度（即風速）亦愈大。而氣壓梯度力作用的方向，往往與等壓線呈垂直。不過在實際大氣中的空氣運動還有科氏力、地形摩擦力及離心力等作用，因此情況往往複雜得多。而基於氣壓梯度力，亦可簡單解釋至熱帶氣旋中心的極強風速，即由於其氣壓梯度於近中心處甚大所致。[2][3]

## 來源出處
1. ↑   (PDF). 中央氣象局.   [2020-07-16]. （原始内容存档 (PDF)于2019-11-15）.（英文）
2. ↑  中央研究院環境變遷研究中心　氣候變遷實驗室.  (PDF).   [2017-05-13]. （原始内容存档 (PDF)于2012-11-19）.（繁體中文）
3. ↑  香港熱帶氣旋追擊站. .   [2015-05-03]. （原始内容存档于2015-08-23）.（繁體中文）
4. ↑  刘志红. . 第29届中国气象学会年会. 2012-9  [2020-07-16]. （原始内容存档于2021-04-17） （中文（中国大陆））.
5. ↑  財團法人氣象應用推廣基金會. .   [2015-05-03]. （原始内容存档于2015-09-25）.（繁體中文）
6. ↑  追風計畫.  (PDF).   [2020-07-16]. （原始内容存档 (PDF)于2021-04-17）.（繁體中文）
7. ↑  香港熱帶氣旋追擊站. .   [2020-07-16]. （原始内容存档于2018-09-27）.（繁體中文）